# 소프박스 더비

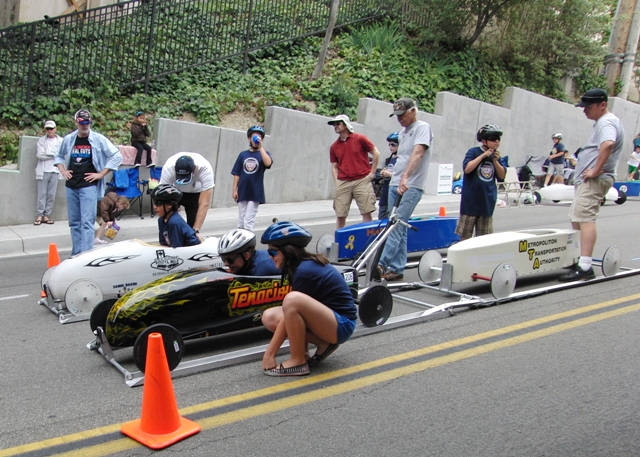

소프박스 더비(Soap Box Derby)란 북미나 유럽에서 쉽게 볼 수 있는 무동력 자동차 경주이며, 아이들이 버려진 나무 비누 상자에 바퀴를 달아 언덕을 내려오는 모습에서 유래되었다.

## 역사
1933년 미국 오하이오주 데이턴에서 362명의 아이가 참가 한 것을 시작으로 유명세를 타게 되었다. 3년 후 애크런(Akron)에 3개의 레인을 갖춘 350m 길이의 소프박스 더비 경주장이 만들어졌고, 이후 정부와 여러 기업의 후원을 받아 급성장한다. 현재 소프박스 더비는 경주차를 세 가지로(스톡카, 슈퍼 스톡카, 마스터) 규격화해 나이별로 출전할 수 있다. 마스터 클래스는 어른도 출전할 수 있는데 속도를 높이기 위해 차체를 플라스틱이 아닌 유리섬유로 만들고 공력성능을 위해 차체도 더 가늘고 길다.

## 현황

### 비영리단체
비영리단체가 주최하는 경주도 있다. 어린이들이 한곳에 모여 경주차를 만들고 자신이 만든 경주차로 직접 경주에 출전한다. 기업들이 이 경주에 후원하고 그 후원금과 출전비는 소아암재단 등 사회단체에 기부된다.

### 자동차 제조사
현대자동차는 최근 소프박스 더비 전용 자동차를 공개했다. 실제 자동차와 비슷한 과정을 통해 탄생한 이 자동차는 조향 시스템과 시트 구조 등을 고려한 섀시를 제작했고, 사전에 스케치했던 아이디어를 3D 모델링으로 구현했다. 차체 디자인은 현대차의 콘셉트카인 ‘EV 콘셉트 45’에서 영감을 얻었으며, 앞머리부터 뒷바퀴 앞쪽까지 이어지는 ‘Z’자형 캐릭터 라인은 신형 아반떼와 투싼을 연상시킨다. 또한,  조이스틱 조향 구조는 콘셉트카 ‘프로페시(Prophecy)’에서 영감을 받았다.
쉐보레는 오래전부터 소프박스 더비 후원사다. 여러 지역 경주에 후원해 경주차에 로고를 붙이고, 직접 프로그램을 운영해 미래의 소비자인 어린이들이 자동차에 더 많은 흥미를 갖게 하고 쉐보레 브랜드에 더 친숙해지도록 한다.